# Iván Tellería
Iván Marcelo Tellería Arévalo (Cochabamba, Bolivia; 12 de agosto de 1969) es un abogado, dirigente del transporte y político boliviano. Fue el alcalde interino de la ciudad de Cochabamba desde el 6 de diciembre de 2018 hasta el 14 de febrero de 2020. El 23 de octubre de 2020, asume nuevamente la alcaldía de Cochabamba, después de que el Concejo Municipal destituyera a José María Leyes temporalmente.

## Biografía
Iván Tellería nació el 12 de agosto de 1969 en la ciudad de Cochabamba. Es hijo de un transportista y de una comerciante. Comenzó sus estudios escolares en 1976, saliendo bachiller el año 1987 del Instituto Americano de su ciudad natal. En 1987 y con apenas 18 años de edad paa esa época, Tellería siguió los pasos de su padre, ingresando a trabajar también como transportista. Años después, decidió ingresar a estudiar la carrera de derecho en la Universidad Mayor de San Simón (UMSS), titulándose como abogado de profesión. Fue también dirigente del sindicato de Micros y Buses durante un periodo de 9 años.

### Vida política

#### Concejal de Cochabamba
El año 2015, Iván Tellería participó en las elecciones subnacionales de 2015, como candidato al cargo de concejal por el municipio de Cochabamba, representando al partido del Movimiento Demócrata Social (MDS). Su partido logró ganar las elecciones e Iván Tellería se posesionó en el cargo el 1 de junio de 2015.

#### Alcalde de Cochabamba
Iván Tellería asumió el cargo de alcalde de Cochabamba el 6 de diciembre de 2018 a sus 48 años de edad. Cabe mencionar que tanto Iván Tellería como también Karen Suárez asumirían la responsabilidad de la alcaldía cochabambina, debido a los problemas legales que el entonces alcalde José María Leyes tenía con la justicia en los casos "Mochilas Chinas I", "Mochilas Chinas II" y "Mochilas Chinas III", lo que le trajo como consecuencia la detención preventiva en la cárcel de San Sebastián y por ende la destitución como alcalde.